# Weißbauch-Baumelster

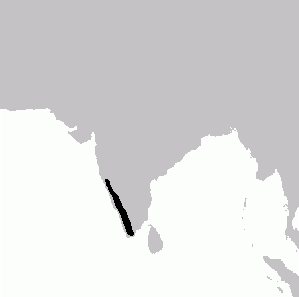
Verbreitungsgebiet der Weißbauch-Baumelster

Die Weißbauch-Baumelster (Dendrocitta leucogastra) ist ein endemisch in Indien vorkommender Singvogel aus der Familie der Rabenvögel (Corvidae).

## Merkmale
Weißbauch-Baumelstern erreichen eine Körperlänge von ca. 45 Zentimetern und ein Gewicht von rund 125 Gramm. Die Geschlechter unterscheiden sich farblich nicht. Der Kopf sowie die Kehle sind schwarz. Der Nacken und der Bauch sind weiß, das Rückengefieder und die Flügelansätze orange braun. Die Flügel sind schwarz. Die sehr langen Schwanzfedern sind zunächst weiß und enden mit einem breiten schwarzen Abschlussband. Der kräftige Schnabel sowie Beine und Füße sind grau. Aufgrund der markanten Zeichnung ist die Art unverwechselbar.

## Verbreitung, Unterarten und Lebensraum
Die Weißbauch-Baumelster kommt ausschließlich im Südwesten Indiens vor, speziell in den Westghats. Ihre bevorzugten Lebensräume sind immergrüne, dichte, feuchte Wälder. Die Höhenverbreitung reicht von 60 bis auf 1500 Meter. Sie meiden menschliche Siedlungen. Unterarten werden nicht geführt.

## Lebensweise
Weißbauch-Baumelstern nehmen sowohl tierische als auch von pflanzliche Nahrung auf. Zu ihrem Nahrungsspektrum zählen in erster Linie verschiedene Wirbellose und deren Larven, kleine Wirbeltiere wie Eidechsen und Nagetiere sowie Eier und Nestlinge kleiner Vögel. Zusätzlich werden Obst und Samen angenommen. Die Vögel leben meist paarweise oder in Familienverbänden, zuweilen auch zusammen mit anderen Arten, beispielsweise Flaggendrongos (Dicrurus paradiseus). Die Brutzeit fällt in die Monate Februar  bis April. Das Nest hat die Form einer tiefen Tasse und wird aus Zweigen, kleineren Wurzeln und weichen Pflanzenmaterialien, gut versteckt im Baldachin großer Bäume oder hoher Sträucher, im Allgemeinen weit von menschlichen Behausungen entfernt, angelegt. Es werden durchschnittlich drei bis vier Eier gelegt.

## Gefährdung
Die Weißbauch-Baumelster ist in ihren Vorkommensgebieten nicht selten und wird demzufolge von der Weltnaturschutzorganisation IUCN als „least concern = nicht gefährdet“ geführt.